# Ак-Мечеть (мікрорайон)
Ак-Мече́ть, Ак-Мечі́т (крим. Aq Meçit) — мікрорайон у місті Сімферополь, у Центральному районі міста.

## Опис

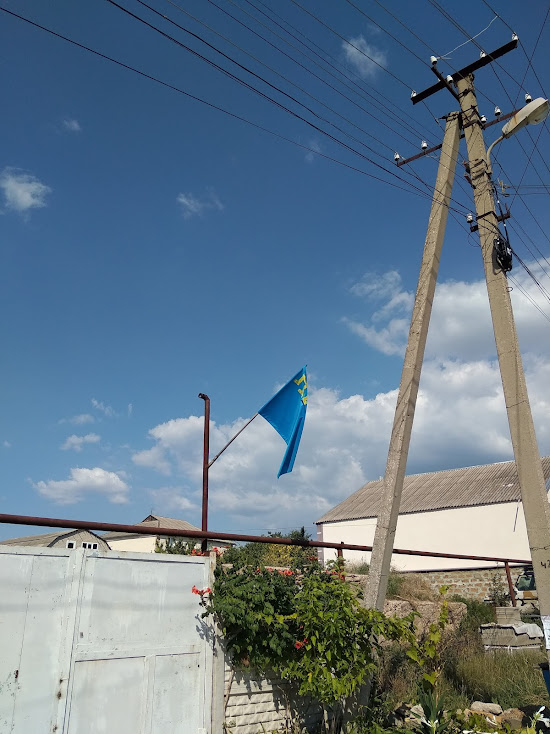
Мікрорайон Ак-Мечеть, 2018 рік

Місце компактного проживання кримських татар, виник у 1990-х роках.
Розташований на південно-західній околиці міста. Він віддалений від центру, обмежений вулицями Ак-Кая, Садибна, Акташ та примикає до району вулиці Заліської.
Це великий житловий масив із приватними будинками, часом три-чотириповерхові, багато з яких вражають архітектурою.
У мікрорайоні знаходиться понад 1000 приватних домоволодінь та поодинокі корпуси багатоквартирних будинків, проживає понад 5000 осіб.
На території мікрорайону розташована мечеть Ак-Мечит Джамі. Магазинів тут небагато, здебільшого це продуктові лавки.
Багато місцевих жителів за всім необхідним їздять на Заліський ринок чи у центр міста.
Багато вулиць в Ак-Мечеті без будь-якого покриття і часто перетворюються на річки під час дощів.
Іноді між Ак-Мечетю та мікрорайоном Яни Бор-Чокрак (Фонтани) окремо виділяють мікрорайон Новомиколаївка з вулицями Янтарна, Кипарисна, Хвойна, Мигдальна, Піхтова, Грибна та Ландшафтним парком фонду М. К. Реріха, названий по сусідньому селу Новомиколаївка.

## Історія

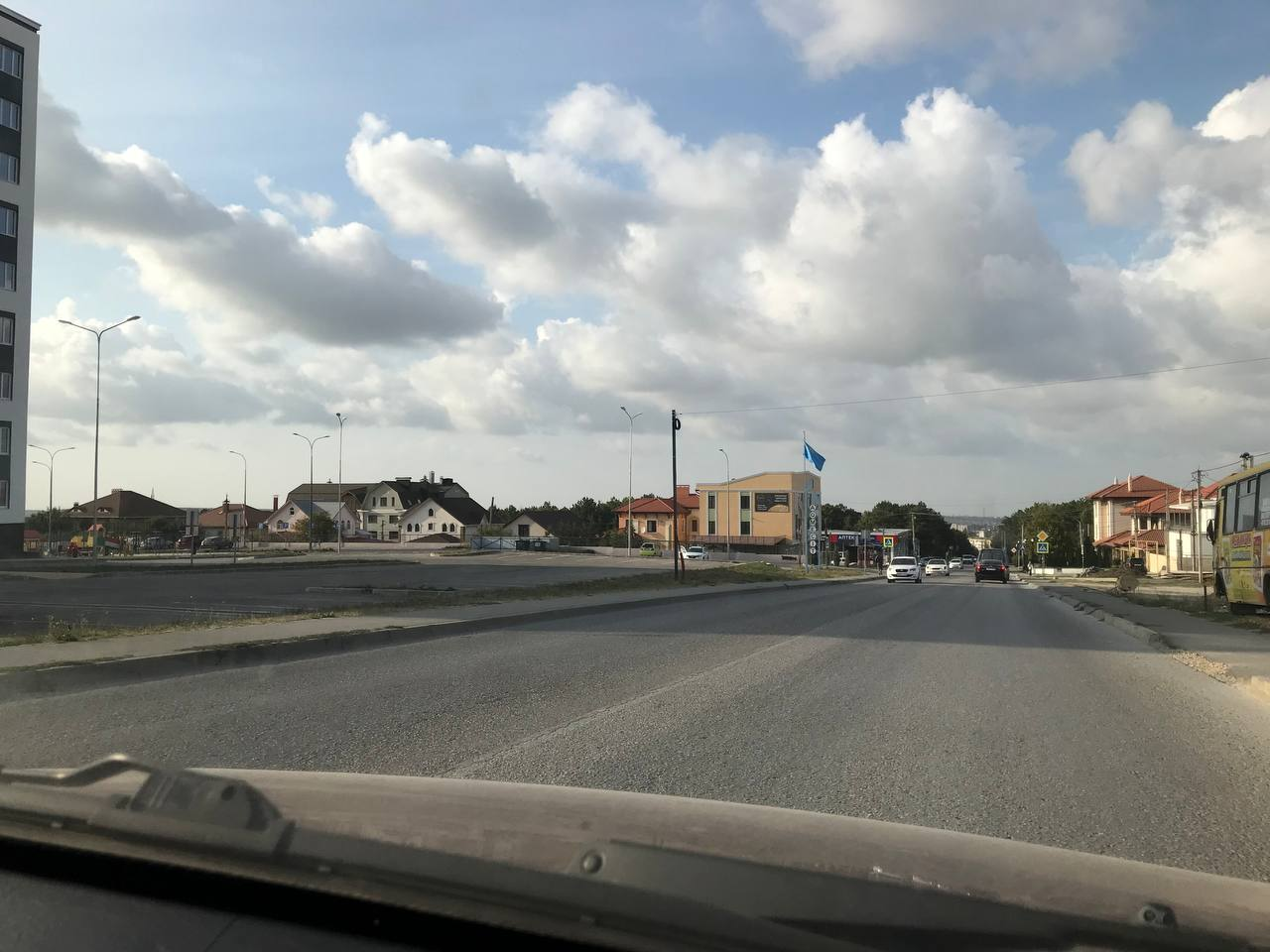
Вид на місто, 2023 рік

23 лютого 1990 року Сімферопольська міськрада в результаті численних пікетів, що пройшли восени 1989 року в столиці Криму, ухвалила рішення про виділення кримським татарам 500 земельних ділянок для будівництва житлових будинків на колишньому лавандовому полі за мікрорайоном Новомиколаївки.
Так на кам'янистому плато, що здіймається на південь, де шар ґрунту становив лише 5 см, з'явилося перше в Криму офіційно оформлене кримськотатарське селище, мешканцям якого, щоб вирощувати ті ж овочі, фрукти, доводилося завозити землю на свої ділянки. Слід зазначити, що назва мікрорайону суто символічна, бо насправді це південно-західна частина Сімферополя, і в офіційних документах зазначаються лише назви вулиць та номери будинків.
У 2010 році кандидат на пост Міського голови Віктор Миколайович Агеєв пообіцяв побудувати школу в мікрорайоні. Будівництво школи розпочалося в січні 2017 року окупаційною владою, однак об'єкт досі не зданий.
У 2015 році спецназ РФ понад тижня тримав в оточенні мікрорайон, у зв'язву з акцією з блокади півострова.
Поруч із майбутньою школою у 2018 році почали будувати дитячий садок, що перетворився на черговий довгобуд.
В Ак-Мечеті як і раніше немає нормального дорожнього покриття, каналізації та вуличного освітлення. Не дочекавшись допомоги влади, місцеві жителі нерідко змушені за власні кошти ремонтувати покриття на своїх вулицях.

## Вулиці

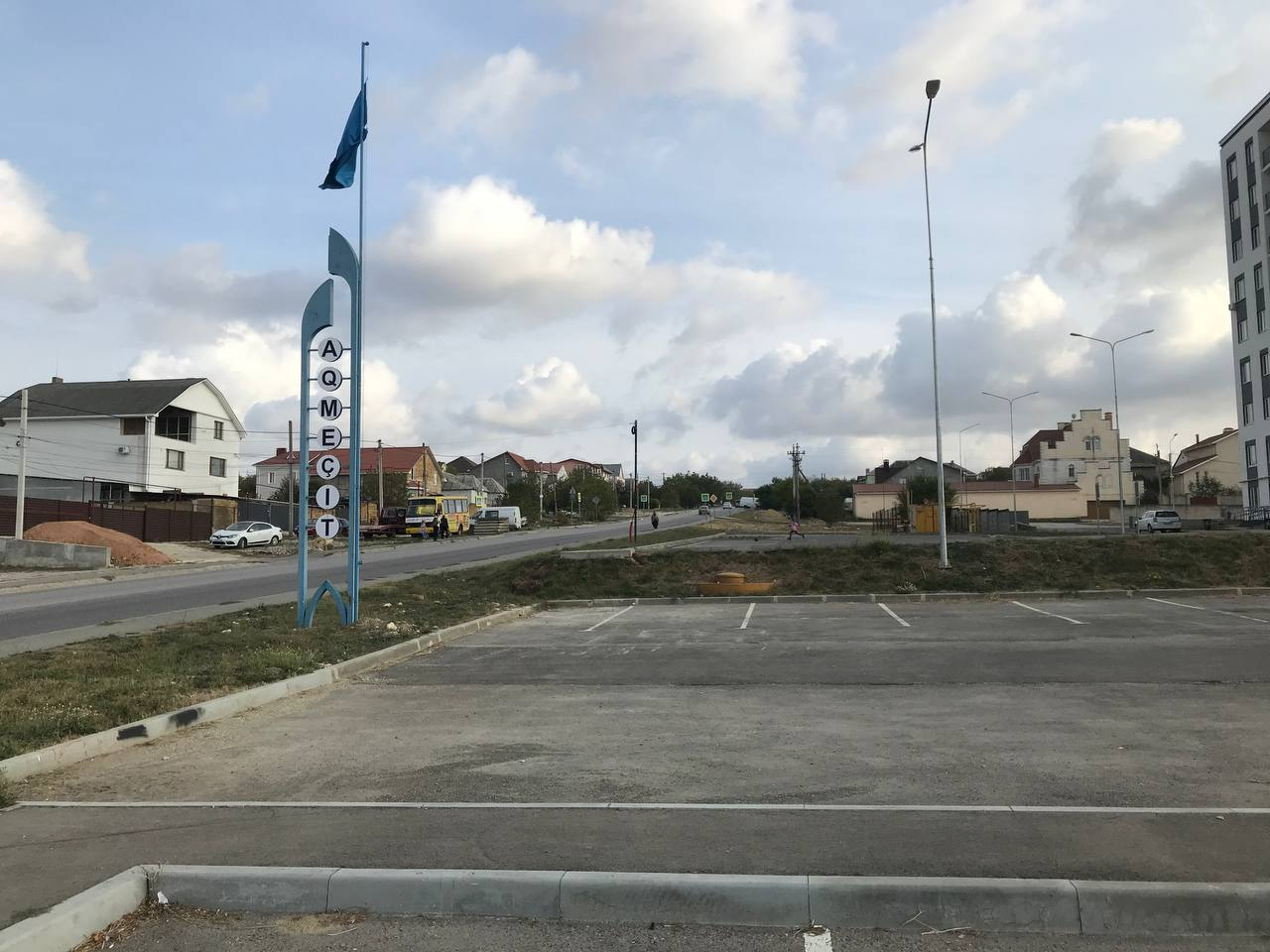
В'їзд до Ак-Мечеті, 2023 рік

- Вулиця Ак-Кая
- Вулиця Хатира
- Вулиця Абдуля Тейфука (Перша)
- Вулиця Сахарова (Друга)
- Вулиця Якуба Кемаля (Третя)
- Вулиця Джеппар Акіма (Четверта)
- Вулиця Амет-Хан Султана (П'ята)
- Вулиця Озенбаш (Шоста)
- Вулиця Девлет Ґерая (Сьома)
- Вулиця Фенерлі (Восьма)
- Вулиця Велі Ібрагімова (Дев'ята)

## Релігія
- Ак-Мечит Джамі (вул. Озенбаш, 26)
- Джемаат Джамі (вул. Байрам, в стані будівництва)

## Транспортне сполучення
В районі знаходяться кінцеві зупинки сімферопольського транспорту: автобус № 7, маршрутки № 17 та № 91.
Транспортна доступність мікрорайону залишає бажати кращого: два маршрути приватних перевізників та один муніципальний — дуже мало для такого великого масиву.